# Soldatfisk
Soldatfisk (Hoplostethus mediterraneus) är en djuphavsfisk som finns i de flesta av världens hav.

## Utseende
Soldatfisken har en oval, hög kropp med ett stort antal taggar och gropar (de senare täckta med tunn, genomskinlig hud). Huvudet är kraftigt, med stora ögon. Ovansidan är skär, sidorna silverfärgade och buken mörkare, blåaktig. Längden uppgår vanligen till omkring 20 cm, även om arten kan bli 42 cm som mest.

## Vanor
Arten lever på djup mellan 100 och 1 175 m, gärna över dybotten. Den kan bli åtminstone 11 år gammal. Födan består främst av kräftdjur, i synnerhet räkor men också märlkräftor och pungräkor samt fisk.

## Utbredning
Soldatfisken finns i de flesta av världens hav: Västra Atlanten från Georges bank utanför Maine över Mexikanska bukten och Stora Antillerna till Venezuela och södra Brasilien; östra Atlanten från Island och Irland över Medelhavet till Kanarieöarna, Senegal och Guineabukten, samt Namibia och Sydafrika; västra Indiska oceanen vid Sydafrika och Röda havet.